# Pyrenaria jonquierana
Pyrenaria jonquierana är en tvåhjärtbladig växtart som beskrevs av Jean Baptiste Louis Pierre och Jean Marie Antoine de Lanessan. Pyrenaria jonquierana ingår i släktet Pyrenaria och familjen Theaceae. Inga underarter finns listade i Catalogue of Life.